# Kirby e la terra perduta
Kirby e la terra perduta (星のカービィ ディスカバリー?, Hoshi no Kābī Disukabarī, lett. "Kirby delle stelle: Scoperta") è un gioco d'azione a piattaforme del 2022, sviluppato da HAL Laboratory e pubblicato da Nintendo per la Nintendo Switch. È il tredicesimo titolo della serie principale dei giochi Kirby, nonché il primo gioco della serie interamente in 3D, spin-off esclusi.
Il giocatore controlla Kirby in un'avventura attraverso la sopracitata terra perduta, chiamata "il Nuovo Mondo", per salvare i Waddle Dee dalle grinfie dell'Esercito delle Bestie.
È stato sviluppato in occasione del trentesimo anniversario di Kirby's Dream Land, il primo gioco della serie uscito nel 1992.
Una versione per Nintendo Switch 2 con nuovi contenuti intitolata Kirby e la terra perduta – Nintendo Switch 2 Edition + Il mondo astrale uscirà il 28 agosto 2025.

## Trama

### Storia Principale
Un giorno sul pianeta Pop, un vortice oscuro appare su Dream Land, risucchiando tutto sul suo cammino in una civiltà post-apocalittica chiamata Nuovo Mondo. Kirby è tra quelli risucchiati nel vortice e si ritrova anche lui nel Nuovo Mondo; una volta risvegliatosi, scopre che anche i Waddle Dee di Dream Land sono finiti lì insieme a lui e stanno venendo rapiti dal nativo Esercito delle Bestie, e nel tentativo di salvarli incappa nella distrutta Città di Waddle Dee, dove trova una piccola creatura azzurra simile ad un cincillà chiamato Elfilin, che viene accerchiato dalle Bestie. Dopo esser stato salvato da Kirby, Elfilin spiega di aver aiutato i Waddle Dee ad insediarsi in città, e che insieme avevano invano cercato di respingere le Bestie, le quali hanno catturato e portato via tutti i Waddle Dee. Così Kirby accetta di aiutare il suo nuovo amico nell'impresa di salvare i Waddle Dee e capire cosa sta succedendo.
Fattisi strada nel Nuovo Mondo, liberando Waddle Dee e sconfiggendo alcuni membri dell'Esercito delle Bestie, a un certo punto i due incontrano King Dedede, l'eterno rivale di Kirby, il quale sta, per qualche ragione, aiutando le Bestie nel loro piano; dopo esser stato battuto, Dedede cattura Elfilin e scappa via, con Kirby alle calcagna. L'eroe paffuto raggiunge finalmente la tana delle Bestie, e dopo aver sconfitto i loro membri una seconda volta, raggiunge il Re, il quale si rivela essere stato posseduto per tutto il tempo, per un'ultima battaglia. Recuperati i sensi, e notando l'imminente e incessante arrivo di ulteriori scagnozzi dell'Esercito, Dedede decide di rimanere indietro e combattere, per far guadagnare tempo a Kirby e ai suoi Waddle Dee, cosicché possano raggiungere un luogo sicuro. Questi ultimi si nascondono in un ascensore, il quale si attiva portandoli su nel centro operativo delle Bestie, l'Osservatorio di Scoperta, un laboratorio di ricerche che un tempo faceva anche da attrazione turistica. Durante la salita, una voce pre-registrata racconta che un essere extra-dimensionale di nome Fecto Perdis, chiamato "l'esemplare ID-F86" e lodato come "la forma di vita definitiva", cercò di invadere e distruggere il mondo e i suoi abitanti, ma venne catturato e sigillato dagli stessi per studiarne l'abilità nel creare aperture spazio-temporali. Trent'anni dopo l'inizio delle ricerche, però, un pezzo di quest'essere, Elfilin, si staccò e fuggì via, eludendo i ricercatori. Di conseguenza, ID-F86 venne posto in un perenne stato di animazione sospesa all'interno del laboratorio.
Kirby incontra quindi il capo delle Bestie: un leone di nome Leongar, che spiega che il Nuovo Mondo era un tempo abitato da una potente civiltà, prima che usassero i poteri di Fecto Perdis per andare in altri mondi, abbandonando il resto degli abitanti nella "terra perduta", Leongar stesso stava ricercando come usare quei poteri per raggiungere Dream Land. Kirby riesce però a sconfiggere Leongar e a liberare Elfilin, ma ID-F86 si risveglia e rivela, attraverso il corpo di Leongar, di essersi impossessato delle bestie e di aver rapito i Waddle Dee per schiavizzarli, e che il suo ultimo scopo è quello di fondersi con Elfilin per tornare di nuovo completo. Detto ciò, Fecto Perdis si libera dalla sua capsula e si muta in una massa informe di gelatina, che inizia ad assorbire Leongar ed altri membri delle Bestie, trasformandosi in un mostro gelatinoso simile a una chimera, il quale si mette ad inseguire Kirby per tutto il laboratorio. Nonostante gli sforzi dell'eroe stellare, Fecto Perdis riesce comunque ad inglobare Elfilin e a tornare ad essere un'unica entità: Fecto Elfilis.
La battaglia è durissima, ma Kirby riesce ad indebolire Fecto Elfilis abbastanza da poter liberare Elfilin. Fecto, tuttavia, forse in procinto di retrocedere a Fecto Perdis, tenta una folle, ultima mossa: creare un portale verso il Pianeta Pop, con l'intento di far scontrare i due mondi. Mentre il Pianeta Pop e il Nuovo Mondo si avvicinano Kirby sconfigge per un soffio Fecto Elfilis, assorbendo un autoarticolato e investendo l'essere supremo. Riuscito a tornare sul Pianeta Pop, Kirby nota che il portale è rimasto aperto, perciò Elfilin si sacrifica per poter sigillare l'apertura tra i due mondi. Nei titoli di coda e nel post-game, però, viene rivelato che Elfilin era stato salvato da Grinfiolina, ex membro dell'Esercito delle Bestie ora redento, che l'aveva aiutato a ritornare da Kirby. Grazie a lui, ora Kirby e i suoi amici possono viaggiare liberamente tra i due mondi.

### Dopostoria
Dopo aver salvato tutti i Waddle Dee, Kirby ed Elfilin vivono tranquillamente fra i due mondi. Tuttavia, Grinfiolina, sull'alto della torre panoramica, ha notato una frattura interdimensionale e avvisa Kirby ed Elfilin. La leopardessa afferma di percepire l'anima di Leongar nel portale, che improvvisamente risucchia Kirby ed Elfilin. I due si ritrovano così in una nuova dimensione: Le Isole da sogno Perdis. In mezzo alle varie isole, formate da varie zone della terra perduta, Kirby raccoglie vari frammenti dell'anima del re delle bestie, per un totale di 300 frammenti.
Giunti sull'ultima isola, identica all'Osservatorio, e accompagnati da un disturbante eco distorto della voce pre-registrata, i nostri trovano Leongar incosciente. Elfilin ridona al leone i pezzi della sua anima. Quando tutto sembra risolto, Leongar diviene improvvisamente ostile e attacca Kirby. Durante lo scontro, si scopre la verità: la causa è di nuovo Fecto Perdis, che ha nuovamente preso il controllo di Leongar, nel tentativo di ricostituire un corpo, la forma di vita definitiva ha dunque creato le isole da sogno a questo scopo. Sconfitto Leongar, Fecto Perdis, o Anima Perdis, furioso, decide di scendere in campo personalmente.
Ma le cose non vanno come previsto: una strana farfalla si avvicina al muso della creatura ed improvvisamente Fecto svanisce. Al suo posto appare un'entità familiare: Morpho Knight (già apparso in Kirby Star Allies). Anche questo si rivela uno scontro ostico, ma alla fine è Kirby a prevalere e Morpho Knight scompare, sebbene qualcosa viene intravisto per pochi secondi.
Kirby ed Elfilin tentano di risvegliare Leongar, rimasto privo di sensi, ma senza successo: il leone sembra quasi irrecuperabile. Ma ecco apparire Grinfiolina, accompagnata da tutto l'esercito delle bestie. Ognuno di loro porta con sé un frammento dell'anima di Leongar, che ritornano tutti al loro legittimo proprietario, che si risveglia. L'esercito delle bestie ha di nuovo il suo leader, e tutto sembra davvero volgere verso un lieto fine.

## Modalità di gioco
Kirby e la terra perduta è il primo gioco della serie Kirby ad avere un gameplay interamente in 3D, in cui il giocatore deve guidare il protagonista in vari livelli per recuperare tutti i Waddle Dee presenti alla fine.
Come in quasi tutti i titoli della serie, Kirby può saltare e scivolare, oltre che aspirare oggetti e nemici, i quali possono essere sputati fuori come proiettili oppure ingoiati per ottenere un'abilità copia. Molte delle abilità contenute nei giochi precedenti ritornano, e in più se ne aggiungono due nuove: Trivella e Esploratore, e, novità per la serie, viene introdotto un sistema di evoluzione per le abilità. Un'ulteriore meccanica consiste nella "Boccomorfosi", con cui Kirby può ingoiare oggetti più grandi, come macchine o coni, e controllarli per avanzare. Un secondo giocatore può aggiungersi alla partita, prendendo il ruolo di Waddle Dee Aiutante, pre-equipaggiato con l'abilità Lancia.
Lo scopo di ciascun livello è di salvare i Waddle Dee ingabbiati alla fine di ognuno. Una volta liberati, questi ritornano alla Città di Waddle Dee, l'hub principale del gioco. Più Waddle Dee vengono recuperati, più la città si espande, arrivando ad includere bar, un'armeria, un'arena e vari minigiochi in cui i giocatori possono competere online al miglior punteggio.
Il gioco supporta anche la funzione amiibo.

### Boss
Gorimondo
Primo boss del gioco, è un enorme gorilla di colore nero.
Tropic Woods
Secondo boss, è una versione tropicale di Whispy Woods, boss storico della saga.
Grinfiolina
Terzo boss del gioco, è una femmina di leopardo antropomorfa.
King Dedede
Quarto boss del gioco, è un pinguino azzurro armato di martello, una vecchia conoscenza di Kirby. All'inizio è sotto il controllo dell'Esercito delle Bestie, salvo poi riacquistare la memoria durante l'ultimo scontro con Kirby.
Rappadillo
Quinto boss del gioco, è un gigantesco armadillo completamente pazzo.
Dedede Perdis
Sesto boss del gioco, King Dedede indossa una maschera a forma di cinghiale e combatte nuovamente Kirby con attacchi molto più veloci e potenti.
Leongar
Settimo boss del gioco, è un grosso leone antropomorfo e il leader dell'Esercito delle Bestie.
Fecto Perdis
Penultimo boss del gioco, è la metà malvagia di Elfilin.
Fecto Elfilis
Boss finale del gioco, è il vero aspetto di Elfilin e la fusione tra lui e Fecto Perdis.

## Sviluppo
Il gioco è stato prodotto come parte del 30º anniversario di Kirby. In preparazione, la HAL iniziò a menzionare l'arrivo di un nuovo gioco dal 2020. Il direttore Shinya Kumazaki lo descrisse come la "nuova fase" per la serie e che avrebbe compreso tutti gli aspetti migliori di Kirby. Il game director Tatsuya Kamiyama spiegò come il team si concentrò sul rendere il gioco accessibile anche con il passaggio al 3D, e allo stesso tempo renderlo soddisfacente da giocare, senza sacrificare gli elementi chiave della serie. Proposte per giochi Kirby in 3D ci furono fin dall'inizio degli anni 2000, ma per molti anni gli sviluppatori alla HAL si trovarono in difficoltà riguardo a come portare il design dei personaggi, il gameplay e molti altri aspetti nella terza dimensione, risultando in svariati progetti cancellati nel corso del tempo. Per meglio adattare gli attacchi di Kirby al mondo 3D, si mappano aree più ampie di quelle che effettivamente colpiscono, in modo da far meglio corrispondere le animazioni col gameplay. Il sistema di volo di Kirby è anche stato riadattato per essere più semplice da gestire coi comandi di un gioco tridimensionale.
Un mese prima del Nintendo Direct di settembre 2021, il sito ufficiale di Kirby si aggiornò con una scritta temporanea, implicando ulteriormente l'annuncio e l'arrivo di un nuovo gioco. Il gioco fu ufficialmente rivelato il 23 settembre del 2021 nel Nintendo Direct di quello stesso giorno, dopo essere stato mostrato precocemente sul sito di Nintendo sei ore prima. Un secondo trailer, più dettagliato riguardo alle meccaniche di gioco, fu mostrato il 12 gennaio 2022, confermando la data d'uscita del gioco per il 25 marzo 2022, e una demo gratuita fu resa pubblica ad inizio di marzo 2022.

## Accoglienza
Kirby e la Terra Perduta ha ricevuto recensioni generalmente positive, che ne hanno lodato la grafica e la colonna sonora.